# 魏刀兒
魏刀兒（？—618年），一作魏刁兒，河北人，隋朝民变领袖。
大业十一年（615年），聚众十万人起事，与王須拔起事同时，自称历山飞。次年，派部下甄翟儿进攻太原，杀死隋将潘长文。王須拔死后尽领其众。据守深泽，称魏帝，转战于冀州、定州一带。大业十四年（618年），魏刀兒被窦建德暗算、俘杀，他的部属被窦建德兼并。